# Kompleks Pigmaliona

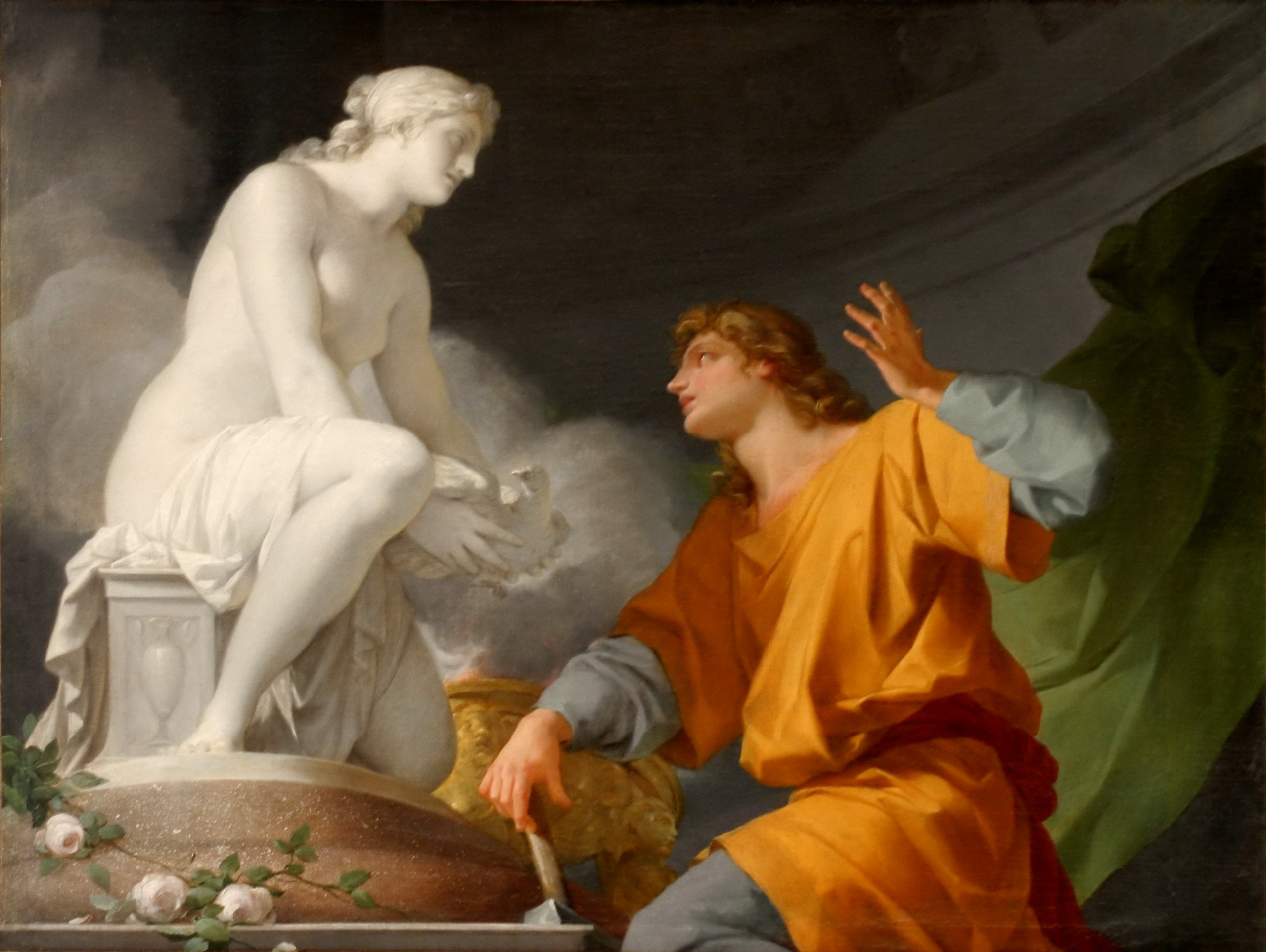
Pigmalion autorstwa Jeana-Baptiste Regnault, 1786

Kompleks Pigmaliona – kompleks ten ma w seksuologii dwa znaczenia:
1. Odmiana fetyszyzmu połączona z oglądactwem polegająca na uzyskiwaniu podniecenia seksualnego w wyniku oglądania lub dotykania rzeźb, może prowadzić do orgazmu (agalmatofilia)[3].
2. Wykreowanie lub potrzeba wykreowania obiektu seksualnego dla siebie (np. mężczyzna „wychowuje” sobie partnerkę, ucząc ją sztuki miłosnej, wpływając na jej upodobania w tym zakresie). Taka partnerka zaspokaja erotyczne i estetyczne potrzeby jej twórcy. Do konfliktu, a nawet rozpadu związku może dojść, kiedy „dzieło” chce zyskać niezależność.

Pierwsze badania kliniczne na ten temat zostały przeprowadzone przez Richard von Krafft-Ebinga i opisane w książce Psychopathia Sexualis. Ebbing badał przypadek pigmalionizmu z 1877 roku u ogrodnika darzącego miłością statuę Wenus z Milo.

## Powiązanie z mitologią
Nazwa kompleksu odnosi się do mitologii greckiej. Król Cypru – Pigmalion – stworzył z kości słoniowej posąg idealnej kobiety (Galatei) i zakochał się w nim. Następnie modlił się do bogini Afrodyty, aby ożywiła jego posąg. Ta spełniła jego prośbę.

## Literatura przedmiotu
- Alexandre, Elisabeth. (2005). Des poupées et des hommes. Enquête sur l’amour artificiel (Dolls and Men – Investigation into Artificial Love). La Musardine. ISBN 2-84271-252-8.
- Dorfman, Elena. (2005). Still Lovers. Channel Photographics. ISBN 0-9766708-1-X.
- Ellis, Havelock. (1927). Studies in the Psychology of Sex. "Volume V: Erotic Symbolism; The Mechanism of Detumescence; The Psychic State in Pregnancy". ISBN 1-4375-0927-4.
- Gross, Kenneth. (1992). The Dream of the Moving Statue. Cornell University Press. ISBN 0-8014-2702-9.
- Kick, Russ. (2005). Everything You Know about Sex Is Wrong. The Disinformation Company. ISBN 1-932857-17-6.
- Krafft-Ebbing, Richard von. (1906). Psychopathia Sexualis, With Special Reference to the Antipathic Sexual Instinct: A Medico-Forensic Study. ISBN 1-55970-425-X.
- Plumb, Suzie. (Editor). (2005). Guys and Dolls: Art, Science, Fashion and relationships. Royal Pavilion, Art Gallery & Museums. ISBN 0-948723-57-2.
- Scobie A, Taylor J. (styczeń 1975). Journal of the History of the Behavioral Sciences: Vol 11, Issue 1: "Agalmatophilia, the statue syndrome." Wiley Periodicals, Inc.
- Simmons, Laurence. (2006). Freud's Italian Journey. Rodopi. ISBN 90-420-2011-3.

Przeczytaj ostrzeżenie dotyczące informacji medycznych i pokrewnych zamieszczonych w Wikipedii.